# 京福高速公路
京福高速公路是中国交通部1992年制定的五纵七横国道主干线规划的020国道，原先规划长度2340公里，起于北京市朝阳区十八里店桥，终于福建省福州市闽侯县青口枢纽。目前，该称呼已被停用。但虽然停用了称呼，此名字却常常作为“京台高速”的代称。原高速公路包括现有的以下高速公路区段：
- 京沪高速公路，北京-沧州段，181公里；
- 京台高速公路，沧州-合肥段，930公里；
- 合安高速公路，合肥-安庆段，62公里；
- 沪渝高速公路，安庆-黄冈段，283公里；
- 福银高速公路，黄冈-福州段，884公里。（注：“福银高速”的福州部分与“京台高速”共线）